# Urbia Meléndez
Urbia Meléndez Rodríguez (ur. 30 lipca 1972) – kubańska zawodniczka taekwondo, srebrna medalistka olimpijska z Sydney (2000).
W 2000 roku wystąpiła na igrzyskach olimpijskich w Sydney. W zawodach zdobyła srebrny medal olimpijski w kategorii do 49 kg. Zwyciężyła we wszystkich pojedynkach poza finałowym, w którym przegrała z Lauren Burns. 
W 1996 roku w Rio de Janeiro oraz w 2000 roku w Lyonie zajęła trzecie miejsce w Pucharze Świata. W 1996 roku zdobyła złoty, a w 1994 roku srebrny medal mistrzostw panamerykańskich w kategorii do 51 kg, a w 1998 roku brązowy medal igrzysk Ameryki Środkowej i Karaibów w tej samej kategorii wagowej.